# Innisfail
Innisfail é um município canadense localizado na província de Alberta ao sul de Red Deer. Sua população, em 2005, era de 7.208 habitantes.